# John Siman
John O'Connell Siman (Long Beach, 7 ottobre 1952) è un ex pallanuotista statunitense, vincitore di una medaglia d'argento alle olimpiadi di Los Angeles 1984.